# Ronan
Ronan – miasto w Stanach Zjednoczonych, w stanie Montana, w hrabstwie Lake.